# Burgstall Schlossgarten
Der Burgstall Schlossgarten ist eine abgegangene Burg (Rittergut) unmittelbar südlich der Kirche von Glashütten im Landkreis Bayreuth in Bayern.
Die 1383 erwähnte Burg war im Besitz der Herren von Lüschwitz (ein ursprünglich sächsisches Adelsgeschlecht). 1553 wurde die Burg im Zweiten Markgrafenkrieg zerstört. Danach waren die Lüschwitzer von 1575 bis 1728 im Ritterkanton Gebürg etabliert. 
1632 wurde die Burg im Dreißigjährigen Krieg wieder zerstört und 1836 abgebrochen.    